# Una pareja de miedo

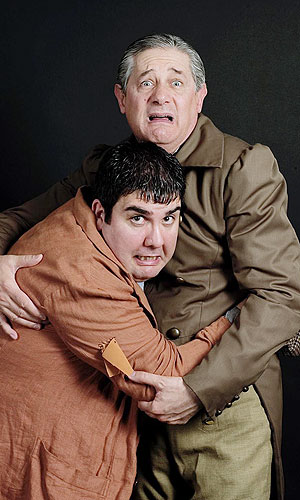
La pareja protagonista: Josema Yuste y Florentino Fernández.

Una pareja de miedo es una obra de teatro de Charles Ludlam, en clave de comedia, estrenada en el año 2006 con el título de El misterio de Ira Vamp e interpretada por Josema Yuste y Pedro Javier, cuya actuación fue especialmente valorada por la crítica. A partir de octubre de 2007, una vez cambiado el título, se representó desde octubre de 2007 en el Teatro Reina Victoria de Madrid. El reparto estaba formado entonces por Josema Yuste y Florentino Fernández sustituyendo a Pedro Javier. Fernández sufrió de apendicitis y fue sustituido provisionalmente por Raúl Sénder. En enero de 2008, Florentino Fernández se reincorporó de nuevo al reparto original hasta el fin de la obra en el último tercio de dicho año.
La obra está dirigida por Jaime Azpilicueta y es una versión libre de la obra The Mystery of Irma Vep (El misterio de Ira Vamp) del escritor británico Charles Ludlam. La adaptación corrió a cargo de Santiago Segura y Josema Yuste. Se estrenó una adaptación al cine de esta obra el 18 de junio de 2010, película dirigida por Álvaro Sáenz de Heredia y se llama La venganza de Ira Vamp

## Argumento
Mansión de Mandacrest, en la campiña inglesa, a finales del siglo XIX.
Tras la muerte en extrañas circunstancias de su primera esposa, Ira Vamp, lord Edgar, un eminente egiptólogo, se ha vuelto a casar en segundas nupcias con la actriz de teatro londinense, lady Margaret.
Asisten a lord Edgar su fiel criado Nicodemus y Grétula, un ama de llaves de toda la vida en Mandacrest. Ella siempre ha estado enamorada de lord Edgar y no le tiene ningún aprecio a la nueva señora de la casa.
El recuerdo de la difunta Ira Vamp es imborrable, un retrato suyo sigue presidiendo el salón y lord Edgar incluso piensa que su espíritu sigue habitando la casa.
Una desapacible noche, Grétula, en animada conversación, le contará a lady Margaret una terrible historia acontecida hace años en Mandacrest...

## Reparto
A partir de la tercera temporada Félix Álvarez, Felisuco, sustituyó a Florentino Fernández, quien a su vez había sido sustituido temporalmente por Raúl Sénder en algunas representaciones.
- Lord Edgar Hillcrest: Josema Yuste
- Lady Margaret Hillcrest: Pedro Javier / Florentino Fernández / Félix Álvarez / Raúl Sénder
- Nicodemus Underwood: Pedro Javier / Florentino Fernández / Félix Álvarez / Raúl Sénder
- Grétula: Josema Yuste
- Princesa Pelotari: Pedro Javier / Florentino Fernández / Félix Álvarez / Raúl Sénder
- Fimósis: Pedro Javier / Florentino Fernández / Félix Álvarez / Raúl Sénder

## Película
Una adaptación cinematográfica de la obra, titulada La venganza de Ira Vamp fue estrenada el 18 de junio de 2010. Josema Yuste y Florentino Fernández interpretan a los mismos personajes que en el teatro y Javivi y Chiquito de la Calzada interpretan personajes secundarios.